# Réceptacle floral

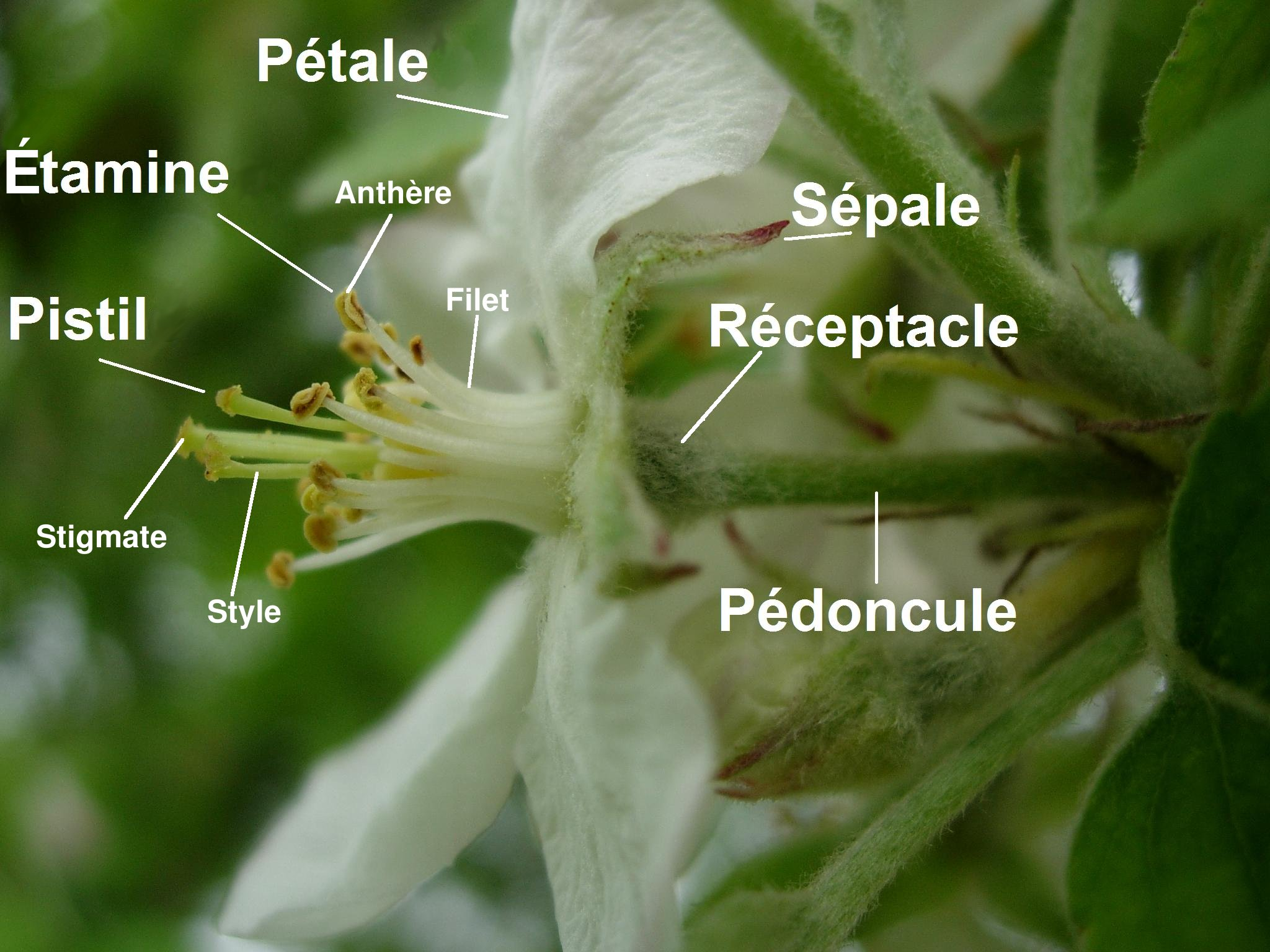
Fleur de pommier.

En botanique, le réceptacle floral est constitué de l'extrémité plus ou moins élargie du pédoncule floral sur laquelle sont insérées les pièces florales formant, dans une fleur complète, quatre verticilles superposés : le calice (sépales), la corolle (pétales), l'androcée (étamines) et le pistil ou gynécée (formé d'un ou plusieurs carpelles).

Position de l'ovaire par rapport au réceptacle : I : ovaire supère ; II : ovaire semi-infère ; III : ovaire infère.

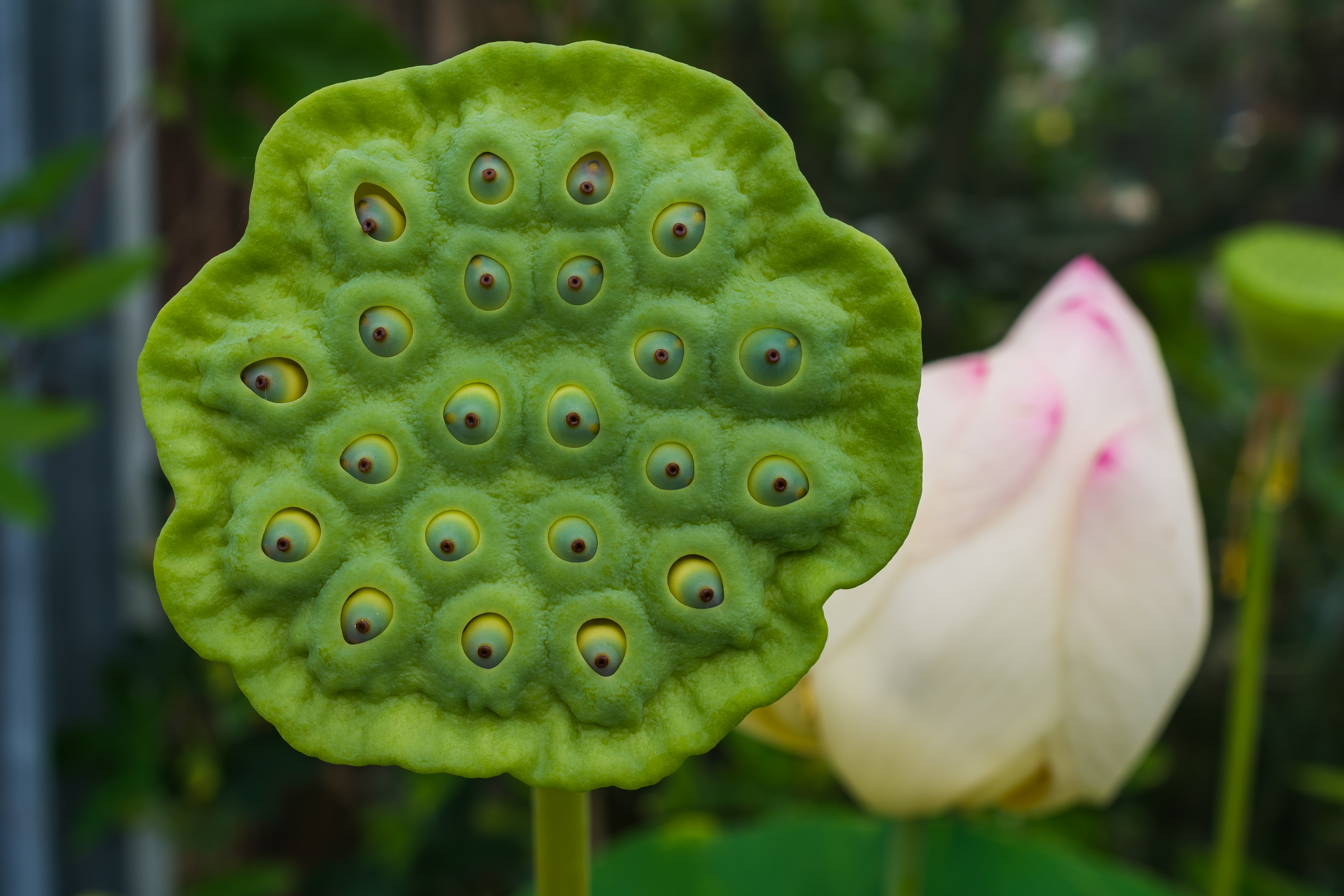
Réceptacle floral (faux-fruit) d'un lotus sacré.

On parle aussi de réceptacle dans le cas de certaines inflorescences, comme les capitules, dans lesquelles les fleurs individuelles, ou fleurons, sont insérées sur un réceptacle élargi en plateau. Ce réceptacle forme le centre des fleurs composées, comme les marguerites ou les tournesols. Il est parfois comestible : cas de l'artichaut ou de la fraise.

## Formes
Les trois formes basiques du réceptacle sont :
- le réceptacle thalamiflore, convexe : plus ou moins bombé ou conique, il forme un thalamus caractéristique des plantes thalamiflores[1].
- le réceptacle disciflore, plan : présence d'un épaississement, souvent nectarifère, en forme de disque, à l'intérieur de la corolle (glandes extrastaminales ou intrastaminales, qui peuvent prendre la forme d'un coussinet, d'une colonne ou d'une urne) et qui est une adaptation à l'entomophilie. Il n'y a pas de démarcation nette entre ce type de réceptacle et le thalamus[2].
- le réceptacle caliciflore, concave : plus ou moins en forme de coupe, ou calice, il est aussi appelé conceptacle[3].

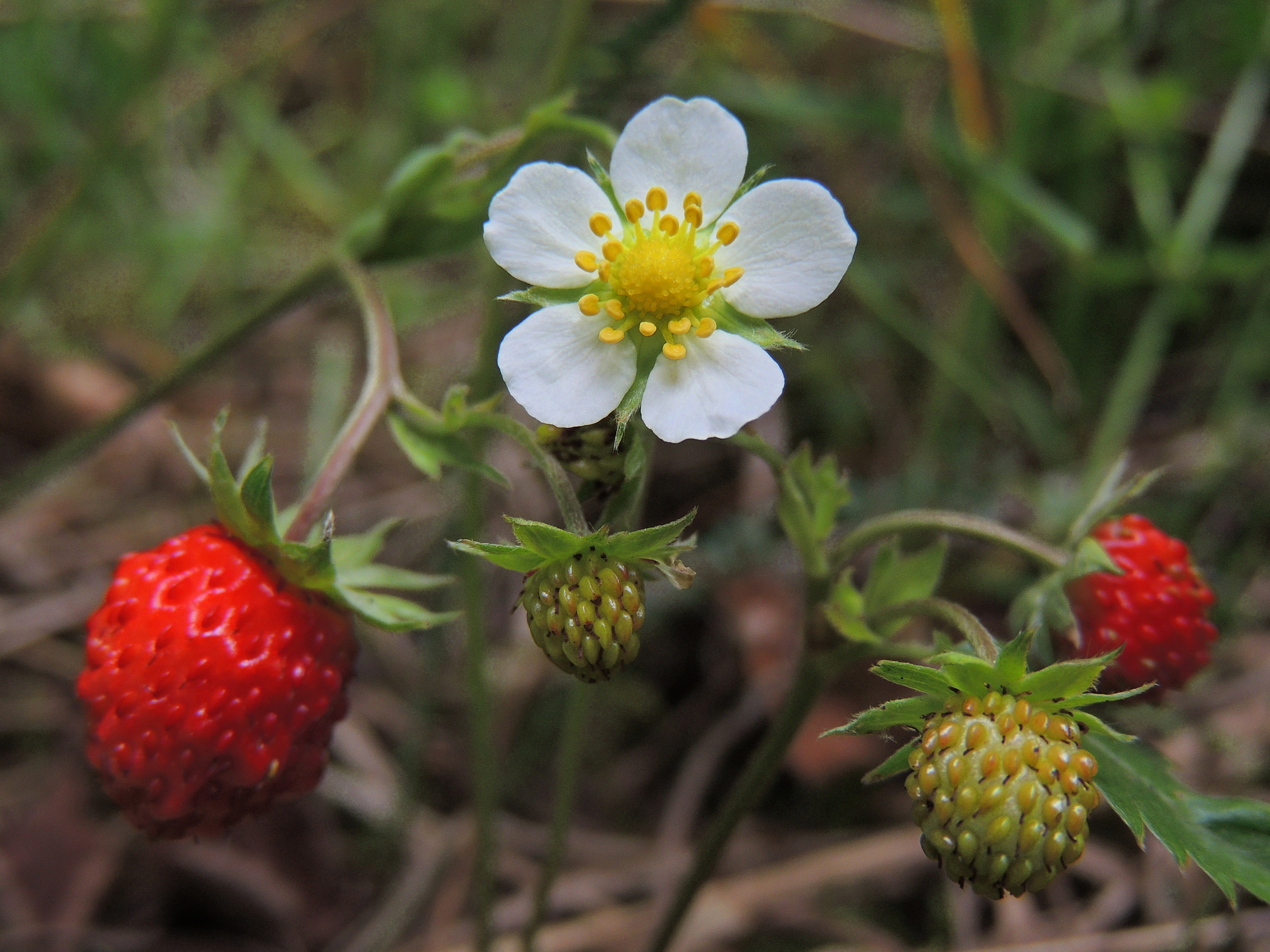
Réceptacle thalamiflore, bombé, de Fraisier des bois qui deviendra une fraise portant des akènes
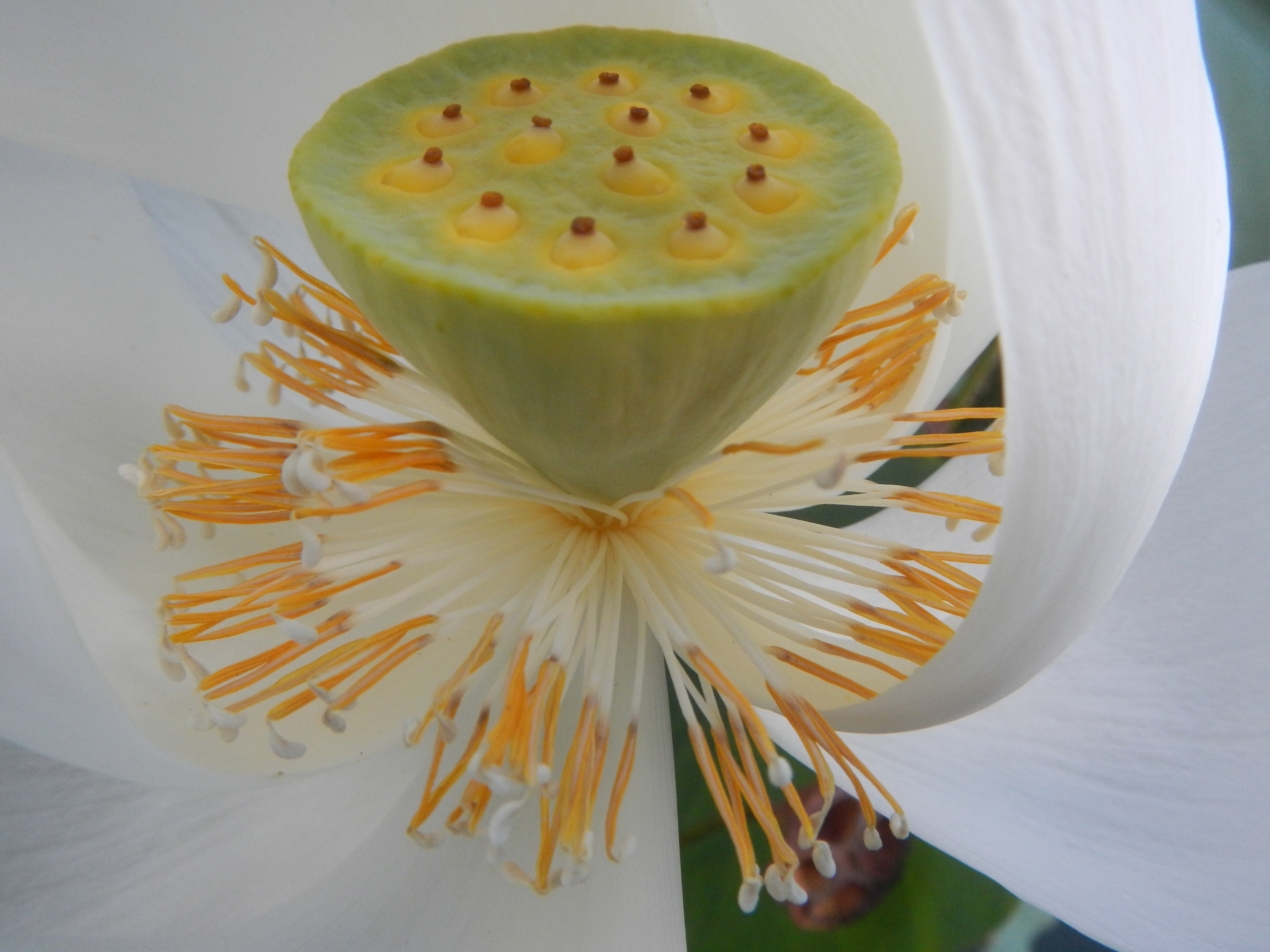
Thalamus de Nelumbo nucifera
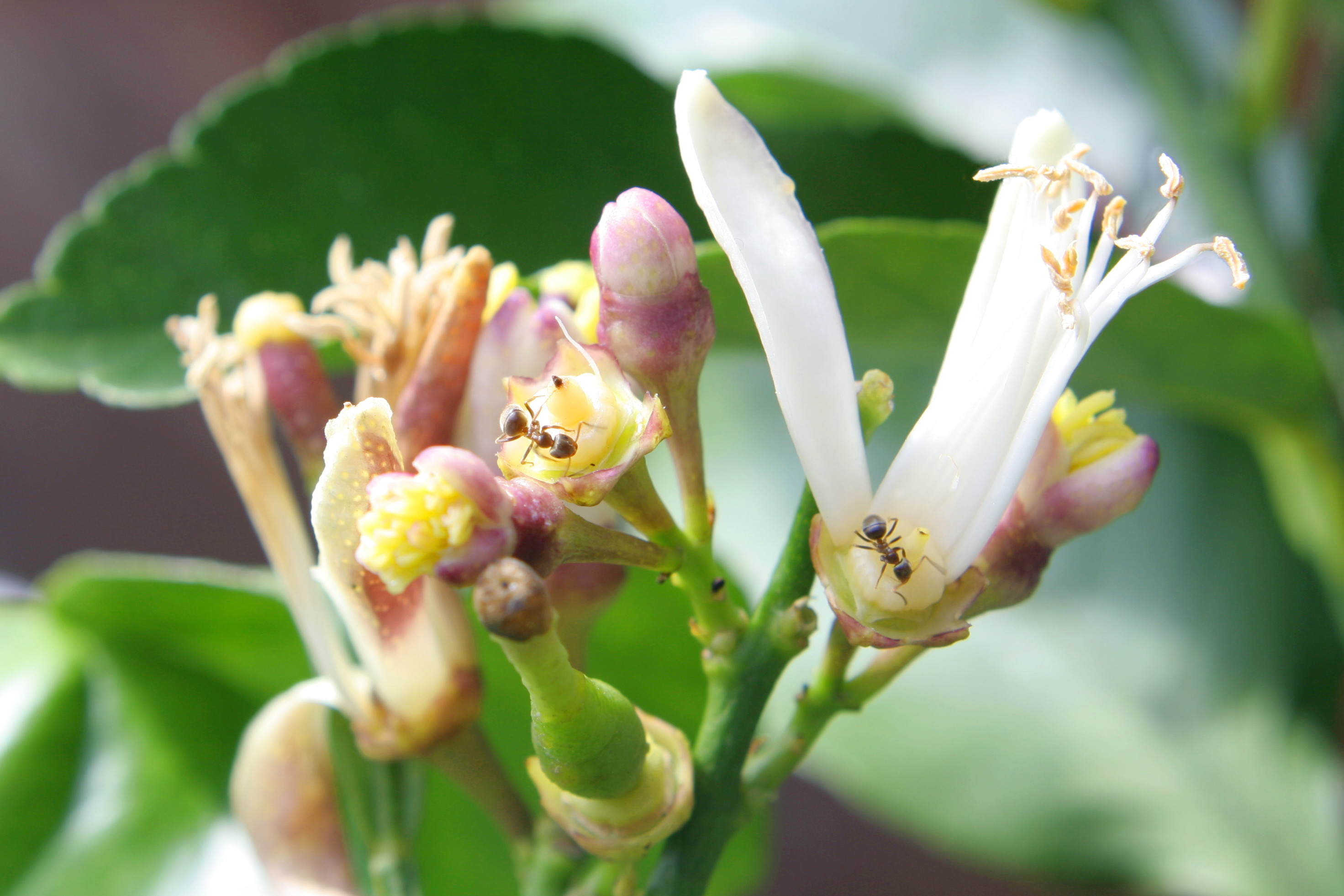
Réceptacle disciflore d'une fleur de Citrus, plan avec épaississement nectarifère
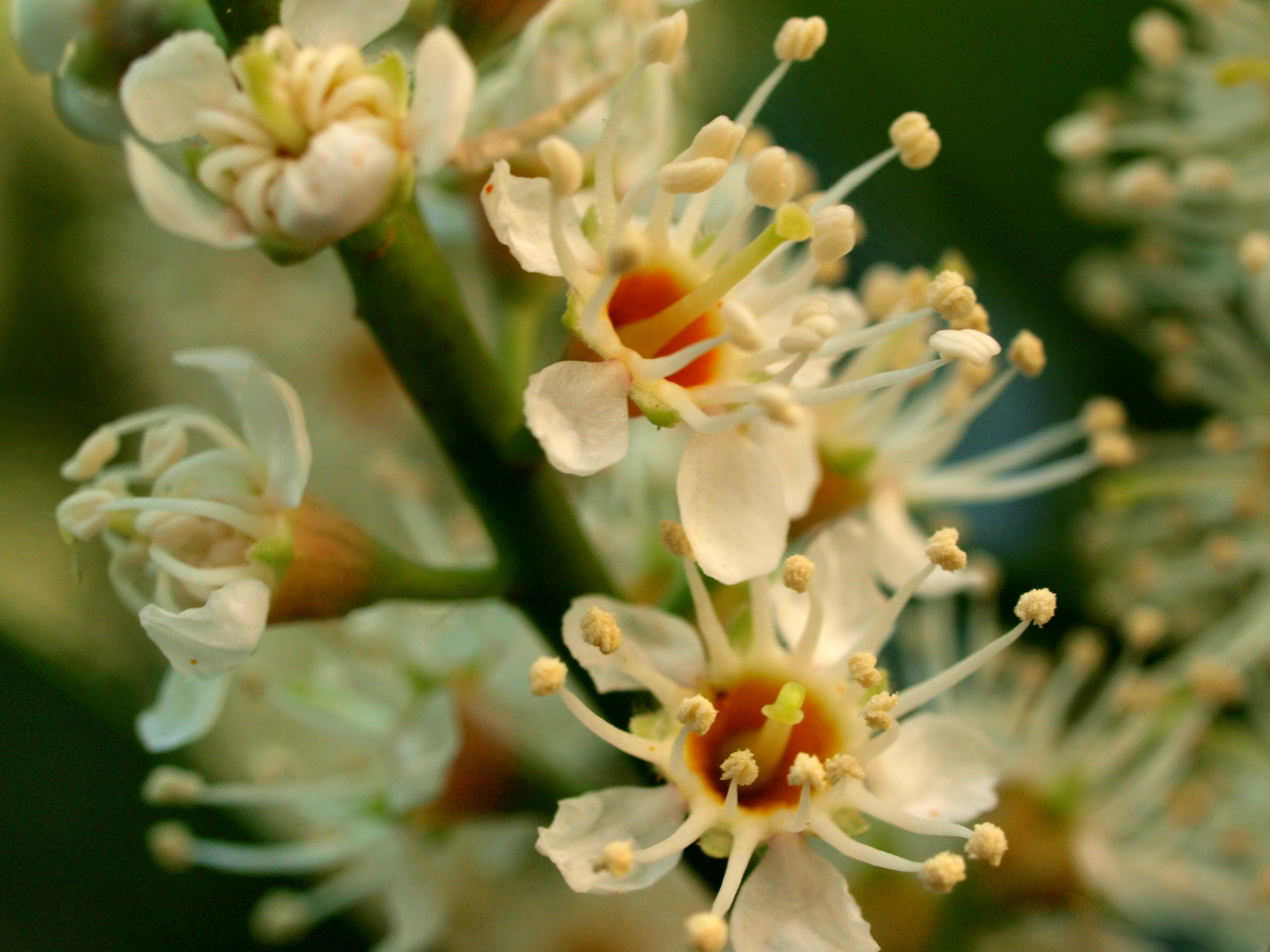
Réceptacle caliciflore de Prunus laurocerasus , en forme de coupe
Conceptacle de Rosa.